# Electrocardiógrafo
El electrocardiógrafo es un aparato electrónico que capta, registra y amplía la actividad eléctrica del corazón a través de electrodos colocados en las 4 extremidades y en 6 posiciones precordiales (tórax). El registro de dicha actividad es el electrocardiograma (ECG o EKG, a partir del alemán Elektrokardiogramm) ) el cual se imprime en un papel especial el cual se encuentra incluido en el aparato. Es importante en el diagnóstico de enfermedades cardíacas y cardiovasculares

## Potenciales Registrados
El potencial registrado por el electrocardiógrafo tiene una amplitud aproximada de 1mV y se obtiene aplicando electrodos de registro de biopotenciales. Este potencial supone un inconveniente para el procesado de la señal ya que la visualización se hace muy complicada a estos niveles de voltaje y las hace susceptibles a la interferencia y el ruido. Por este motivo dichas señales se deben amplificar, aislar y filtrar para tener una correcta lectura de los puntos de interés. 
Para las derivaciones frontales se emplean electrodos de placa, mientras que para las derivaciones precordiales se utilizan electrodos adhesivos y electrodos de succión. El espectro en frecuencias de la señal electrocardiográfica normalmente no tiene componentes arriba de los 60 Hz en pacientes normales, por lo que se considera adecuado un ancho de banda de trabajo entre 0.05 y 150 Hz para electrocardiógrafos.

## Potencial de Acción Cardiaco
El músculo cardíaco tiene algunas similitudes con el músculo esquelético, así como importantes propiedades únicas. Como los miocitos esqueléticos (y los axones para esta propiedad), un miocito cardíaco dado tiene un potencial de membrana negativo cuando está en reposo. Una diferencia importante es la duración de los PA:
- En un nervio típico, la duración de un PA es de alrededor de 1 milisegundo (ms).
- En células musculares esqueléticas, la duración es aproximadamente 2-5 ms.
- Sin embargo, la duración del PA ventricular es de 200 a 400 ms.

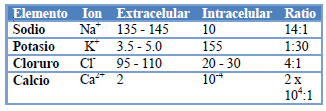
Concentraciones de iones en mmol/L

Estas diferencias se basan en variaciones en la conductancia iónica de cada tipo celular, que son las responsables de los cambios en el potencial de membrana.
Comparando el músculo esquelético y el cardíaco, una diferencia importante es la manera en la que ambos aumentan la concentración mioplásmica de Ca2+ para inducir la contracción:
Cuando el músculo esquelético es estimulado por axones motores somáticos, un flujo de Na+ hacia el interior de la célula rápidamente despolariza el miocito esquelético y desencadena la liberación de calcio desde el retículo sarcoplásmico.
En los miocitos cardíacos, sin embargo, la liberación de Ca2+ desde el retículo sarcoplásmico es inducido por el flujo de Ca2+ hacia el interior celular a través de canales de calcio voltaje-dependientes en el sarcolema. Este fenómeno se denomina liberación de calcio inducida por calcio e incrementa la concentración mioplásmica de Ca2+ libre, lo que produce la contracción muscular.
En ambos tipos de músculo, después de un periodo muerto (el periodo refractario absoluto), los canales de potasio se reabren y el flujo resultante de K+ hacia el exterior celular produce la repolarización hasta el estado de reposo. Los canales de calcio voltajedependientes en el sarcolema cardíaco normalmente se activan debido a un flujo de sodio hacia el interior celular durante la fase "0" del potencial de acción.
Debe observarse que hay importantes diferencias fisiológicas entre las células nodales y las células ventriculares; las diferencias específicas en los canales iónicos y los mecanismos de polarización generan propiedades únicas de las células del nodo sinusal, sobre todo las despolarizaciones espontáneas (automatismo del músculo cardíaco), necesarias para la actividad de marcapasos del nodo sinusal.

## Registro de la Actividad Eléctrica del Corazón: Electrocardiograma

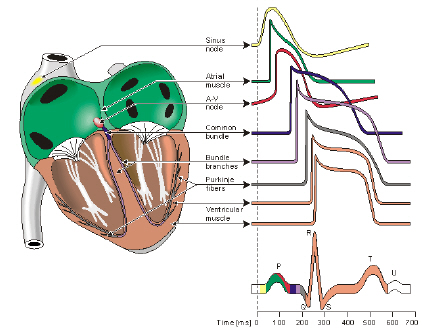
El registro de ECG en relación con los potenciales de acción de las diferentes estructuras
cardíacas. NSA : nódulo sinusal, NAV : nódulo aurículo-ventricul

El ECG fue descripto por primera vez por Einthoven en 1903. La observación fundamental fue que la actividad eléctrica del corazón podía ser registrada mediante electrodos colocados en la superficie del cuerpo, y que dicha actividad poseía un ritmo que coincidía con el pulso cardiaco.
Los componentes individuales de la señal eléctrica que se registra coinciden con eventos que se producen en las diferentes regiones del corazón. De esta forma, los intervalos entre los componentes específicos de la señal de ECG representan el retardo de tiempo entre la activación de las diferentes regiones del corazón. Por ejemplo, el llamado intervalo PR representa el intervalo de tiempo que hay entre la activación de la aurícula y la de los ventrículos, por lo que refleja el retardo de conducción que se produce en el nódulo AV. Las anomalías del ECG representan por lo tanto anomalías en iniciación y propagación de la actividad eléctrica del corazón.
Esto ha permitido que el ECG se transforme en una herramienta diagnóstica primaria de enfermedades cardíacas, tales como la hipertrofia o el infarto de miocardio, o de enfermedades de otro tipo que indirectamente afectan al corazón. Ya que la propagación eléctrica en el corazón es unidireccional, puede representarse mediante un vector. La configuración del ECG depende de la localización de los electrodos de registro, los que pueden ubicarse sobre la piel del paciente, en los miembros o en el tórax, (ECG de superficie), a través de la cavidad nasofaríngea (ECG intracavitario) o directamente sobre el corazón cuando se está realizando una intervención mediante toracotomía. Cada ubicación específica permite una visualización diferente de las componentes del vector cardíaco.
Como se mencionó anteriormente la despolarización espontánea de las células marcapaso inicia el ciclo cardíaco. La propagación célula a célula está sincronizada y produce una activación ordenada de todas las regiones del corazón. La activación comprende fases de despolarización y repolarización, cada una de las cuales produce una señal detectable en el ECG. La señal de ECG está compuesta por diferentes fases, las cuales se identifican mediante las letras P, Q, R, S y T como puede observarse.
También puede observarse el correlato temporal de la señal de ECG con los potenciales de acción de las diferentes estructuras cardíacas.

## Partes de un electrocardiógrafo
Las partes de las que consta un electrocardiógrafo se enumeran a continuación, donde las primeras cinco etapas corresponden a un amplificador de biopotenciales:
- 1. Circuito de protección.

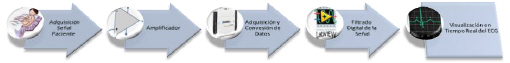
Diagrama de la descripción detallada del funcionamiento de un ECG

- 2. Señal de calibración. Es importante una señal de calibración de 1 mV
- 3. Preamplificador.
- 4. Circuito de aislamiento.
- 5. Amplificador manejados.
- 6. Circuito manejados de pierna derecha. Este circuito es capaz de crear una tierra o referencia virtual para la pierna derecha del paciente, con el propósito de reducir los voltajes en modo común. La disminución de los voltajes comunes provocados por una corriente filtrada al paciente ({\displaystyle i_{d}}) se obtiene al reducir la impedancia del electrodo de tierra ({\displaystyle Z_{T}}).
- 7. Selector de derivaciones. El selector de derivaciones es un módulo que puede acoplarse fácilmente a un sistema de amplificación de biopotenciales. Este módulo consiste en un arreglo de resistencias que obtiene el contenido de las señales de cada electrodo, ponderando la contribución de cada uno por medio de resistencias y obteniendo de esta manera la derivación de interés.
- 8. Sistema de memoria. Los sistemas modernos de electrocardiografía guardan la señal en una memoria para después imprimirse junto con la información introducida vía un teclado digital. Para esto es necesario un convertidor analógico digital que convierta la señal del dominio analógico al dominio discreto.
- 9. Microcontrolador. El microcontrolador maneja todos los procedimientos llevados a cabo por el electrocardiógrafo. El operador puede seleccionar diversos modos de operación con procedimientos previamente programados. Por ejemplo, el microcontrolador puede realizar un registro de 12 derivaciones con tres latidos en cada una o por segmentos de tiempo determinados. También puede efectuar un análisis entre el tiempo de las ondas R R para determinar la frecuencia cardiaca, además de que puede reconocer arritmias y patrones característicos de cardiopatías.
- 10. Registrador. Este módulo proporciona un registro impreso de la señal detectada, generalmente empleando plumillas y papel térmico cuadriculado, aunque también se sigue utilizando la inyección de tinta.

Para una mejor compresión del sistema global se representa el siguiente diagrama, en el que se puede observar, que las señales eléctricas generadas por el corazón del paciente, mediante los electrodos, son acopladas a los amplificadores de ECG con esto conseguimos que las señales de milivoltios (mV) pasen a voltios (V) mil veces. Una vez amplificadas las señales se pasan al convertidor analógico digital (tarjeta de adquisición de datos), se transforma la señal analógica generada por el corazón enseñales digitales para ser procesadas y muestreadas por el ordenador en tiempo real.